# Индонезијска планинска ласица
Индонезијска планинска ласица (лат. Mustela lutreolina, енгл. Indonesian mountain weasel) је сисар из реда звери, фамилије куноликих звери (Mustelidae) и рода ласица (Mustela) . 

## Распрострањење
Индонезија је једино познато природно станиште врсте.

## Станиште
Индонезијска планинска ласица има станиште на копну.

## Угроженост
Подаци о распрострањености ове врсте су недовољни.

### Популациони тренд
Популациони тренд је за ову врсту непознат.